# Гидрометеоиздат
Ги́дроме́теоизда́т (рос. Гидрометеорологическое издательство, укр. Гідрометеорологічне видавництво) — радянське науково-технічне видавництво у місті Ленінград, з відділенням у столиці, місті Москва.

## Опис
Видавництво було засноване 1934 року як редакційно-видавничий відділ Центрального управління Гідрометеослужби СРСР. Видавництво входило до структури Державного комітету СРСР з гідрометеорології та контролю природного середовища. На емблемі видавництва зображено флюгер Вільда. Видавало наукову, науково-технічну, навчальну, виробничу, довідкову літературу з метеорології, гідрології, океанології, збірки праць науково-дослідних інститутів та інших закладів Гідрометслужби, методичні посібники («Настанови», «Вказівки») з проведення гідрометеорологічних спостережень та їх обробки, спеціальні карти, атласи тощо. У системі Держкомвидава СРСР в 1980-ті роки видавництво входило в головну редакцію науково-технічної літератури.
В 1980-1990-ті роки показники видавничої діяльності видавництва були наступні:
|                                             | 1980   | 1985   | 1990   |
| ------------------------------------------- | ------ | ------ | ------ |
| Кількість книг і брошюр, друкованих одиниць | 319    | 355    | 220    |
| Тираж, млн прим.                            | 1351   | 19175  | 14951  |
| друкованих аркушів-відтинків, млн           | 136107 | 236215 | 232695 |

Фундаментальні довідникові та серійні видання
- від 1962 року — «Человек и стихия» — науково-популярний гідрометеорологічний щорічник[1].
- від 1963 року — «Ресурсы поверхностных вод СССР»[1].
- від 1964 року — «Справочник по климату СССР»[1].
- від 1968 року — «Агроклиматические ресурсы различных областей, краёв, республик СССР».
- від 1978 року — «Климаты больших городов».

Періодика
- від 1968 року — «Бюллетень Всемирной метеорологической организации»[1].
- від 1935 року — «Метеорология и гидрология» — щомісячний науково-технічний журнал[1].